# McClure (Illinois)
McClure es una villa ubicada en el condado de Alexander en el estado estadounidense de Illinois. En el Censo de 2010 tenía una población de 402 habitantes y una densidad poblacional de 101,58 personas por km².

## Geografía
McClure se encuentra ubicada en las coordenadas 37°18′45″N 89°25′54″O / 37.31250, -89.43167. Según la Oficina del Censo de los Estados Unidos, McClure tiene una superficie total de 3.96 km², de la cual 3.96 km² corresponden a tierra firme y (0%) 0 km² es agua.

## Demografía
Según el censo de 2010, había 402 personas residiendo en McClure. La densidad de población era de 101,58 hab./km². De los 402 habitantes, McClure estaba compuesto por el 93.53% blancos, el 1.24% eran afroamericanos, el 0.5% eran amerindios, el 0.5% eran asiáticos, el 0.75% eran isleños del Pacífico, el 0.75% eran de otras razas y el 2.74% pertenecían a dos o más razas. Del total de la población el 1.74% eran hispanos o latinos de cualquier raza.